# Royal Crescent

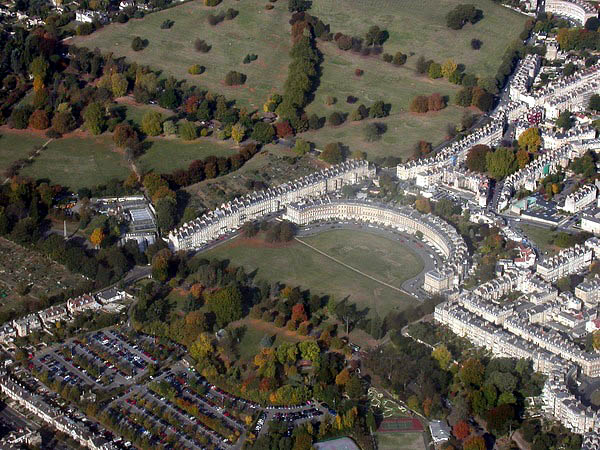
Royal Crescent.

Royal Crescent är en byggnad i Bath bestående av 30 radhus. Den är uppförd mellan 1767 och 1774 efter ritningar av John Wood den yngre. Byggnaden anses vara ett av de bästa exemplen på georgiansk arkitektur. Wood ritade den stora svängda fasaden med joniska kolonner. Däremot utformade han inte själva husen. Varje intressent erbjöds istället att köpa en bestämd längd av fasaden och anlitade sedan en egen arkitekt för att bygga ett hus enligt sina krav. Det som ser ut som två hus i Royal Crescent är ofta endast ett. Baksidan av byggnaden avviker från den övriga stadsplaneringen. Framsidan är helt enhetlig och symmetrisk medan baksidan har en blandning av olika takhöjder och fönstergrupperingar.